# Alvin Karpis
Alvin Francis Karpowicz, detto Creepy Karpis (Montréal, 10 agosto 1907 – Torremolinos, 26 agosto 1979), è stato un criminale canadese naturalizzato statunitense di origini lituane.
Famoso per la sua alleanza con Arthur Barker negli anni trenta, Alvin Karpis fu l'ultimo fra i Nemici Pubblici a essere catturato dal direttore dell'FBI J. Edgar Hoover. Fu rinchiuso nel penitenziario di Alcatraz per più di 25 anni, il periodo più lungo scontato da un prigioniero in quella prigione.

## Biografia
Karpis nacque da genitori immigranti lituani, a Montréal, Québec, Canada e fu cresciuto a Topeka, Kansas. Cominciò l'attività da criminale a soli 10 anni; nel 1924, infatti, fu condannato a 10 anni al Riformatorio Industriale Statale di Hutchinson (Kansas), per un furto con tentato scasso. Riuscì a scappare e visse con i genitori per un breve periodo a Chicago, Illinois. Dopo essersi trasferito a Kansas City, Missouri, fu accusato di furto di una macchina e di nuovo mandato al Riformatorio. Trasferitosi al Penitenziario di Lansing, Missouri, conobbe Fred Barker, un detenuto famoso per l'omicidio di un poliziotto durante un furto d'auto. Barker era uno dei noti membri chiamati "Bloody Barkers" ("Barkers i sanguinari"), come i giornali del tempo li descrivevano.
La famiglia di Barker comprendeva i fratelli Herman, Lloyd, Arthur o "Doc" e Fred, i figli di Ma Barker. Una famiglia di criminali, costituita per lo più da ragazzi, che derubavano banche e uccidevano senza pietà. "Doc", il leader, fu condannato nel 1920 dopo avere assassinato una guardia notturna. Herman, dopo un ennesimo furto, si suicidò nel 1927 dopo essere stato gravemente ferito a seguito di una sparatoria con la polizia. Lloyd fu condannato a 25 anni nel 1922 per furto in ufficio postale. La madre faceva l'aiutante dei figli. Nella sua vita la madre non fu mai ricercata perché non commise alcun crimine. Ciononostante, tormentò i governatori responsabili dell'imprigionamento dei figli al punto che riuscì ad ottenere la liberazione di Fred, nel 1931, e di "Doc", nello stesso anno. Alvin fu rilasciato anch'egli nel 1931, unendosi presto con "Doc" Barker a Tulsa, Oklahoma, formando così la banda Karpis-Barker.

### L'alleanza con i Barker
La banda di Karpis-Barker divenne una delle bande criminali più pericolose degli anni trenta. Non esitarono ad uccidere chiunque li ostacolasse, anche gente innocente. Derubarono un gran numero di banche e consegne postali, dirottarono un aereo e presto si rivolsero al settore lucroso per rapinare anche quello. Nel 1933, rapirono William Hamm, un ricco fabbricante di birra del Minnesota, riscattandolo a 100000,00 $. Subito dopo rapirono, sempre nel Minnesota, il banchiere Edward Bremer Jr, il cui riscatto fu di 200000,00 $. Presto la banda cominciò ad ampliarsi, includendo approssimativamente altri 25 membri. Ma Barker divenne il capo della banda dominando con il pugno di ferro. Presto però i rapimenti condussero allo scioglimento della banda. L'ultima persona rapita, cioè Edward Bremer Jr., era un amico del presidente Franklin Delano Roosevelt.
L'FBI aveva organizzato delle squadre specializzate, chiamate "le squadre volanti", che si specializzarono nel cacciare i nemici pubblici. L'anno 1934 fu caratterizzato da uccisioni, da parte di queste squadre, di diversi criminali come: John Dillinger, Bonnie e Clyde, Charles Floyd (soprannominato "Pretty Boy", "Il Bel Ragazzo") e Lester Joseph Gillis, meglio conosciuto con lo pseudonimo di George Nelson ma noto soprattutto con il soprannome di Baby Face Nelson dovuto all'aspetto giovanile e alla sua piccola statura. Con le morti di questi criminali, l'F.B.I. avanzò sopprimendo pian piano anche la banda Karpis-Barker, uccidendo, per errore, uno dei loro membri, George Ziegler (soprannominato "Il Fucile"). Ziegler fu una delle menti della banda, responsabile proprio dei rapimenti. L'8 gennaio 1935 fu catturato "Doc", dall'agente Melvin Purvis; "Doc" fu mandato ad Alcatraz, ma a seguito di una sua tentata fuga, fu colpito da uno sparo ed ucciso dalle guardie, nel 1939.
Una settimana più tardi furono localizzati e catturati Fred Barker e la madre a Lake Weir, Florida. Il 16 gennaio, furono entrambi uccisi dopo una sparatoria, durata circa 4 ore, in carcere. Karpis ed un paio di altri furono localizzati ad Atlantic City, New Jersey. Riuscirono a scappare, grazie ad un'amica di Karpis, Dolores Delaney, che fu accidentalmente ferita con un colpo di pistola alla coscia dalla polizia. Karpis continuò i suoi crimini con gli altri sopravvissuti, diventando Nemico Pubblico Numero 1. Riuscì a dirottare un treno, a Garrettsville Ohio, tenendo in ostaggio tutti passeggeri finché non gli venne consegnata la somma complessiva di 27000,00 $. Dopo la morte di Fred Barker e della madre, Karpis rivolse una parola al direttore J. Edgar Hoover, minacciando di ucciderlo perché riteneva essere lui responsabile dell'omicidio della donna e di Fred.

### Ricerca e cattura dell'FBI
L'F.B.I. presto localizzò nuovamente Karpis, il 1º maggio 1936, a New Orleans, Louisiana, e Hoover si recò sul posto per assistere all'arresto. Secondo una versione di un ufficiale dell'F.B.I., Karpis afferrò, invano, un fucile, prima di salire in macchina, al fine di sparare ad Hoover. La cattura di Karpis comportò la fine dell'orrenda criminalità della banda Karpis-Barker e Karpis fu incarcerato ad Alcatraz.

### Alcatraz
Condannato all'ergastolo, Karpis fu incarcerato ad Alcatraz, dove venne rinchiuso dall'agosto del 1936 fino all'aprile del 1962. Per sei mesi, nel 1958, fu trasferito al penitenziario di Leavenworth, in Kansas, ma fu poi rimandato nuovamente ad Alcatraz. La sua mansione principale ad Alcatraz fu quella di fornaio, responsabile della produzione del pane per i detenuti. A seguito della chiusura di Alcatraz, nell'aprile del 1962 fu trasferito al penitenziario dell'Isola di McNeil, nello Stato di Washington, dove incontrò il giovane detenuto Charles Manson, che infatti lo stesso Karpis menzionò nelle sue monografie (come On the Rock: Twenty-five Years at Alcatraz, scritto con Robert Livesey, e pubblicato nel 1980). Karpis fu un'ispirazione per Manson e gli insegnò anche a suonare la chitarra.

### Gli ultimi anni
Karpis fu liberato nel 1969 e fu deportato in Canada. Qui scrisse e pubblicò diverse monografie, a partire dal 1971. Infine Karpis si trasferì in Spagna, nel 1973. Il 26 agosto 1979, all'età di 72 anni, fu trovato morto, a seguito di un suo probabile suicidio, avvenuto secondo le autorità usando dei sonniferi in pillole; più tardi fu affermato che la morte fu dovuta a cause naturali. Non fu fatta nessuna autopsia e Karpis fu seppellito il giorno successivo presso il Cimitero di San Michele, a Malaga.

## Cultura di massa
- Al mito di Alvin Karpis e della banda Karpis-Barker si sono ispirati alcuni personaggi romanzeschi come i Beagle Boys (in italiano la banda Bassotti).
- Nel 2009 venne interpretato nel film Nemico Pubblico - Public Enemies (diretto da Michael Mann) da Giovanni Ribisi.[7]